# Тунгусит
Тунгусит — мінерал, водний силікат кальцію.

## Етимологія та історія
За назвою першознахідки на р. Нижня Тунгуска (В. І. Кудряшова, 1966).

## Загальний опис
Хімічна формула: Ca4Fe22+[(OH)6|Si6O15]. Містить у % (з трапових формацій р. Нижньої Тунгуски, РФ): CaO — 24,33; FeO — 11,69; SiO2 — 47,56; H2O+ — 7,40; H2O- — 0,60. Домішки: Al2O3, Fe2O3, Na2O, MnO, MgO.
Зустрічається у вигляді лусочок розміром до 0,5 см, які утворюють кірочки променистої будови. Густина 2,59. Твердість 2. Колір жовто-зелений, трав'яно-зелений з сіруватим відтінком. Лусочки гнучкі. Знайдений у пустотах шарових лав на правому березі р. Нижньої Тунгуски разом з цеолітами і кальцитом.